# Etienne Déconfin
Etienne Déconfin (* 1990 in Bourges) ist ein französischer Jazzmusiker (Piano).

## Leben und Wirken
Portal wuchs in einer Musikerfamilie auf. Mit fünf Jahren erhielt er ersten Klavierunterricht; die Eltern schenkten ihm zudem ein Schlagzeug zum Improvisieren. Im Alter von zehn Jahren gewann er den renommierten Klassik-Wettbewerb Claude Kahn. Im Alter von 13 Jahren beendete er den klassischen Unterricht und wandte sich dem Jazz zu. Zwischen 2003 und 2005 spielte er in mehreren Jazzbands. Seit 2005 besuchte er das Gymnasium in Bourges, wo er den Kontrabassisten Géraud Portal kennenlernte, mit dem er bald sehr regelmäßig in Bourges und Umgebung auftrat. 
Von 2007 an begleitete er drei Jahre lang den amerikanischen Saxophonisten Tony Pagano. Seit 2009 entwickelte er sein Trio mit Géraud Portal und John Saumonette, mit dem er 2012 das Album Elements einspielte. Ab 2010 arbeitete er mit Musikern wie Abraham Burton, Simon Goubert, Lionel Belmondo, François Gallix, Jean-Sébastien Simonoviez, Yoann Serra, Philippe Soirat, Charles „Lolo“ Bellonzi, Jeremy Pelt, Marcus Miller, Ari Hoenig, Alex Han oder Antoine Paganotti. In unterschiedlichen Konstellationen nahm er mehrere Alben mit dem Saxophonisten Gaël Horellou auf. Géraud Portal holte ihn zu den Aufnahmen des Albums Fort Greene Story (2014). Gemeinsam mit Portal legte er 2015 das Quartett-Album Brothers vor. International tourte er mit Cannonsoul & Beyond.